# 디어 마이 프렌드
《디어 마이 프렌드》(영어: Then Came You 혹은 영어: Departures)는 2018년에 공개된 미국의 로맨틱 코미디 드라마 영화이다. 피터 허칭스가 연출을, 퍼걸 록이 각본을 맡았다.
미국에서는 2019년 2월 1일에, 러시아에서는 2019년 2월 21일에, 대한민국에서는 2019년 10월 9일에 개봉하였다.

## 줄거리
공항 수하물 담당자로 일하는 캘빈은 죽음에 대한 두려움으로 여러 공포증을 안고 사는 건강염려증 환자로, 타인과 교류하는 데 어려움을 겪는다. 의사는 캘빈에게 암 환자 모임에 참석해 삶을 바라보는 시각을 바꿔볼 것을 권한다. 그곳에서 캘빈은 암 말기 환자인 사춘기 스카이를 만난다. 캘빈은 스카이가 버킷 리스트를 성취할 수 있게 돕기로 한다.
스카이는 캘빈이 짝사랑하는 승무원 이지에게 캘빈과의 데이트를 주선하며 캘빈이 암 환자라는 잘못된 정보를 알린다. 이지는 이를 계기로 캘빈에게 관심을 갖게 돼 데이트를 시작하지만 캘빈은 결국 자신이 환자가 아니라는 걸 밝히고 이지는 캘빈과 헤어진다. 스카이는 자신이 좋아하는 윌과 첫 경험을 갖는다.
캘빈의 형 프랭크와 부인 루시는 캘빈의 조카가 태어나자 스카이가 시한부 삶이라는 걸 알면서도 스카이와 캘빈이 대부모가 되어주길 바라고, 스카이와 캘빈은 이에 응한다. 한편 캘빈은 8살 때 어머니가 몰던 차에 타고 있던 쌍둥이 여동생이 교통 사고로 사망했고, 그 이후로 어머니를 생각해 생일을 축하해본 적이 없다고 밝힌다.
스카이가 사망한 뒤 캘빈은 그간 자신이 축하하지 못했던 생일들을 뒤늦게 축하해주는 스카이의 생일 축하 카드들을 받는다. 고소 공포증을 극복한 캘빈은 비행기를 타고 여행을 떠난다. 영화는 캘빈이 이지와 다시 만날 가능성을 암시한다.

## 출연
- 에이사 버터필드 - 캘빈 루이스 역
- 메이지 윌리엄스 - 스카이 엘리자베스 에이킨 역
- 니나 도브레브 - 이지 역
- 타일러 헤클린 - 프랭크 역
- 데이비드 케크너 - 밥 역
- 페이턴 리스트 - 애슐리 역
- 타이터스 버지스 - 줄리언 역
- 소니아 월거 - 클레어 역
- 마고 빙엄 - 루시 역
- 켄 정 - 앨 경관 역
- 브리애나 벤스커스 - 마이아 경관 역
- 콜린 모스 - 그레그 역
- 론 사이먼스 - 콜린스 의사 역